# Westerpark
Le Westerpark est un parc situé à l'ouest d'Amsterdam, dans le quartier homonyme. Il est bordé au nord par la voie ferrée et au sud par le canal et la route S103 reliant tous trois Haarlem à la capitale.

## Histoire
Le parc est créé en 1890 à l'emplacement de l'ancienne station de chemin de fer de Willemspoort d'où partaient les trains pour Haarlem. Il est un lieu de loisir et héberge des cafés, un jardin naturel et des restaurants mais également la Westergasfabriek, une ancienne usine à gaz dont les bâtiments ont été reconvertis en centres culturels. On y trouve le cinéma Het Ketelhuis et les bureaux d'organisations culturelles. Le bâtiment principal propose des espaces et une grande halle qui sont utilisés pour des festivals et des événements comme Amsterdam International Fashion Week ou Cinekid ou bien un marché fermier qui a lieu tous les mois. Le festival de musique techno Awakenings occupe quant à lui l'une des anciennes citernes à gaz reconvertie en halle d'exposition, le Gashouder.